# San Miguel Sigüilá
San Miguel Sigüilá est une ville du Guatemala située dans le département de Quetzaltenango.